# Hyalinacris diaphana
Hyalinacris diaphana är en insektsart som beskrevs av Christiane Amédégnato och Poulain 1998. Hyalinacris diaphana ingår i släktet Hyalinacris och familjen gräshoppor. Inga underarter finns listade i Catalogue of Life.